# コール・ガーナー
ロバート・コール・ガーナー（Robert Cole Garner, 1984年12月15日 - ）は、アメリカ合衆国カリフォルニア州ロングビーチ出身の元プロ野球選手（外野手）。右投右打。
祖父母が九州出身の日系三世。

## 経歴

### プロ入りとロッキーズ時代
2003年のMLBドラフトでコロラド・ロッキーズから26巡目（全体767位）で指名され入団。
2003年から2004年は、怪我の影響でプレーする事は無かった。
2005年に実戦復帰した。この年は傘下アドバンス・ルーキーリーグのキャスパー・ロッキーズで66試合に出場した。
2006年は傘下シングルAのアッシュビル・ツーリスツで120試合に出場した。
2007年は傘下アドバンスAのモデスト・ナッツで96試合に出場した。この年の、球団の最有望株となった。
2008年は右腕を負傷し7月にシーズン絶望となった。
2009年は傘下AAのタルサ・ドリラーズでプレーした。
2010年は傘下AAAのコロラドスプリングス・スカイソックスでプレーした。オフに、40人枠に登録された。
2011年は開幕をAAAで迎えた。7月4日にメジャーデビューを果たした。代打で出場しライトフライという結果だった。翌日、イアン・スチュワートとの交換でAAAで降格した。オフの12月12日にノンテンダーFAとなった。

### ヤンキース傘下時代
2012年1月4日にニューヨーク・ヤンキースとマイナー契約を結んだ。この年は、傘下AAAスクラントン・ウィルクスバリ・レイルライダースでプレーした。

### ブルワーズ傘下時代
2013年1月4日にミルウォーキー・ブルワーズとマイナー契約を結んだ。開幕前に傘下AAAのナッシュビル・サウンズへ配属された。7月26日にFAとなった。

### ブルワーズ退団後
2014年は、アトランティックリーグのランカスター・バーンストーマーズでプレーした。132試合に出場し打率.313、26本塁打、92打点、18盗塁を挙げ、リーグMVPに輝いた。
2015年3月13日にメキシカンリーグのレイノサ・ブロンコスと契約した。40試合に出場し打率.342の好成績を残していたが、5月26日にFAとなった。5月28日にトロント・ブルージェイズ傘下AA級ニューハンプシャー・フィッシャーキャッツに入団した。11月6日にFAとなった。
2016年7月14日にアトランティックリーグのニューブリテン・ビーズと契約した。

### 新潟時代
2017年3月23日、BCリーグの新潟アルビレックス・ベースボール・クラブが獲得を発表した。7月7日に自らの希望により退団した。

### 新潟退団後
2017年7月12日にアトランティックリーグのランカスター・バーンストーマーズに復帰したが、シーズン終了後に退団した。

## 詳細情報

### 年度別打撃成績
| 年 度    | 球 団    | 試 合 | 打 席 | 打 数 | 得 点 | 安 打 | 二 塁 打 | 三 塁 打 | 本 塁 打 | 塁 打 | 打 点 | 盗 塁 | 盗 塁 死 | 犠 打 | 犠 飛 | 四 球 | 敬 遠 | 死 球 | 三 振 | 併 殺 打 | 打 率 | 出 塁 率 | 長 打 率 | O P S |
| -------- | -------- | ----- | ----- | ----- | ----- | ----- | -------- | -------- | -------- | ----- | ----- | ----- | -------- | ----- | ----- | ----- | ----- | ----- | ----- | -------- | ----- | -------- | -------- | ----- |
| 2011     | COL      | 4     | 10    | 9     | 1     | 2     | 0        | 0        | 0        | 2     | 3     | 0     | 0        | 0     | 0     | 1     | 0     | 0     | 6     | 0        | .222  | .300     | .222     | .522  |
| MLB：1年 | MLB：1年 | 4     | 10    | 9     | 1     | 2     | 0        | 0        | 0        | 2     | 3     | 0     | 0        | 0     | 0     | 1     | 0     | 0     | 6     | 0        | .222  | .300     | .222     | .522  |

- 2017年度シーズン終了時

### 独立リーグでの打撃成績
BCリーグ
| 年 度     | 球 団     | 試 合 | 打 数 | 得 点 | 安 打 | 二 塁 打 | 三 塁 打 | 本 塁 打 | 塁 打 | 打 点 | 盗 塁 | 犠 打 | 犠 飛 | 四 球 | 死 球 | 三 振 | 併 殺 打 | 打 率 | 出 塁 率 | 長 打 率 | O P S |
| --------- | --------- | ----- | ----- | ----- | ----- | -------- | -------- | -------- | ----- | ----- | ----- | ----- | ----- | ----- | ----- | ----- | -------- | ----- | -------- | -------- | ----- |
| 2017      | 新潟      | 35    | 124   | 19    | 31    | 8        | 1        | 7        | 62    | 20    | 1     | 0     | 0     | 10    | 5     | 32    | 1        | .250  | .331     | .500     | .831  |
| 通算：1年 | 通算：1年 | 35    | 124   | 19    | 31    | 8        | 1        | 7        | 62    | 20    | 1     | 0     | 0     | 10    | 5     | 32    | 1        | .250  | .331     | .500     | .831  |

### 背番号
- 41（2011年）
- 3（2017年）